# Thurins
Thurins ist eine französische Gemeinde  mit 3.268 Einwohnern (Stand: 1. Januar 2022) im Département Rhône in der Region Auvergne-Rhône-Alpes. Sie gehört zum Arrondissement Lyon und zum Kanton Vaugneray. Die Einwohner heißen Thurinois(es).

## Geographie
Thurins liegt etwa zwölf Kilometer westsüdwestlich von Lyon am Fluss Garon.

### Nachbargemeinden
Umgeben wird Thurins von Yzeron im Norden und Nordwesten, Messimy im Nordosten, Soucieu-en-Jarrest im Osten und Südosten, Rontalon im Süden sowie Saint-Martin-en-Haut im Westen und Südwesten.

## Bevölkerungsentwicklung
| Jahr                       | 1962 | 1968 | 1975 | 1982 | 1990 | 1999 | 2006 | 2017 |
| Einwohner                  | 1493 | 1541 | 1619 | 1792 | 2104 | 2451 | 2724 | 3050 |
| Quellen: Cassini und INSEE |      |      |      |      |      |      |      |      |

## Sehenswürdigkeiten
- Kirche Saint-Martin
- Rathaus

## Wirtschaft
Die Gemeinde gehört zum Weinbaugebiet Coteaux du Lyonnais.